# Alte Teichanlage an der Rinderweide
Die Alte Teichanlage an der Rinderweide ist ein Naturschutzgebiet in der niedersächsischen Stadt Hessisch Oldendorf im Landkreis Hameln-Pyrmont.
Das Naturschutzgebiet mit dem Kennzeichen NSG HA 092 ist 5,5 Hektar groß. Es ist Bestandteil des FFH-Gebietes „Rinderweide“. Im Osten grenzt es an das Naturschutzgebiet „Rinderweide“.
Das Naturschutzgebiet liegt innerhalb des Naturparks Weserbergland Schaumburg-Hameln im Tal des Heßlinger Bachs südwestlich von Hessisch Oldendorf zwischen den Ortsteilen Friedrichsburg und Klein Heßlingen. 
Das Naturschutzgebiet wird von einer ehemaligen Teichanlage im Westen mit ausgedehnten Röhrichtbeständen und Uferstaudenfluren geprägt. Die ehemalige Teichanlage hat eine hohe Bedeutung für verschiedene Amphibienarten. Nach Osten grenzt ein feuchter Erlen-Eschen- und Eichen-Hainbuchenwald mit quelligen Bereichen an. Daneben sind Buchenwaldgesellschaften wie Waldmeister- oder Hainsimsen-Buchenwald zu finden.
Das Gebiet steht seit dem 30. Januar 1986 unter Naturschutz. Zuständige untere Naturschutzbehörde ist der Landkreis Hameln-Pyrmont.